# Marina Popovič
Marina Lavrent'evna Popovič, in russo Марина Лаврентьевна Попович?, nata Vasil'eva, in russo Васильева? (Leonenki, 20 luglio 1931 – Krasnodar, 30 novembre 2017), è stata un'ingegnera, scrittrice, aviatrice e ufficiale sovietica dell'aeronautica militare. Nel 1964, divenne la terza donna e la prima donna sovietica a rompere la barriera del suono. Conosciuta come Madame MiG per il suo lavoro di pilota collaudatrice, durante la sua carriera ha stabilito oltre cento record mondiali di aviazione su oltre 40 tipi di aeromobili in 5600 ore di volo.

## Biografia
Marina Vasil'eva nacque nel 1931 in un chutor del Veližskij rajon, nell'Oblast' di Smolensk, ma la sua famiglia venne evacuata a Novosibirsk durante la seconda guerra mondiale.
Con il desiderio di seguire la carriera di pilota professionista, imparò a volare da bambina. Ma in quel periodo, come conseguenza della guerra, l'Unione Sovietica vietava alle donne di lavorare come piloti militari. All'età di 16 anni, ma dichiarandone 22, scrisse al maresciallo sovietico Kliment Efremovič Vorošilov chiedendo di essere ammessa in una scuola di volo. Vorošilov intervenne in suo aiuto e Marina fu ammessa all'Istituto aeronautico di Novosibirsk, dove si laureò nel 1951.
Inizialmente lavorò come ingegnera, poi come istruttrice di volo. Nel 1962 entrò nel primo gruppo di donne che si sarebbero formate per diventare cosmonaute nel programma spaziale sovietico. Dopo due mesi di addestramento venne allontanata dal programma.
Diventò pilota dell'aeronautica militare sovietica nel 1963 e l'anno dopo venne ammessa come pilota militare di prova. Più tardi quell'anno ruppe la barriera del suono alla guida di un MiG 21. Entrata a far parte delle riserve militari nel 1978, divenne collaudatrice dell'Ufficio di progettazione Antonov. Qui stabilì dieci record di volo sul turbopropulsore Antonov An-22. Si ritirò nel 1984.
È autrice di diciotto libri – tra i quali la raccolta di poesie Žizn' – večnyj vzlët (La vita è un eterno decollo, 1972) e la biografia del suo primo marito, l'astronauta Pavel Popovič  – diventando membro dell'Unione degli scrittori russi. Inoltre, è co-autrice di due sceneggiature cinematografiche: Nebo so mnoj (Il cielo è con me, 1974) e Buket Fialok (Un mazzo di viole, 1983).
Popovič morì il 30 novembre 2017. Fu sepolta con onori militari presso il Cimitero militare federale. Una stella nella costellazione del Cancro porta il suo nome.

### Popovič e gli UFO
Marina Popovič parlò della sua esperienza con gli UFO nel suo libro intitolato UFO Glasnost (pubblicato nel 2003 in Germania) e in conferenze e interviste pubbliche. Affermò che i piloti militari e civili sovietici avevano confermato 3000 avvistamenti di UFO e che l'Aeronautica Sovietica e il KGB avevano recuperato frammenti di cinque UFO precipitati. I siti degli incidenti furono Tunguska (1908), Novosibirsk, Tallinn, Ordžonikidze e Dal'negorsk (1986).

### Vita privata
Il primo marito di Marina Popovič fu Pavel Popovič, un ex cosmonauta sovietico (ammesso al programma spaziale sovietico, ottava persona nello spazio a bordo di Vostok 4 nel 1962) dal quale divorziò negli anni '80. Ebbero due figlie, Natal'ja (nata nel 1956) e Oksana (nata nel 1968), entrambe laureate presso l'Istituto statale di relazioni internazionali di Mosca. Ebbe tre nipoti, Tat'jana, Aleksandra e Michael, quest'ultimo nato in Inghilterra. Il suo secondo marito fu Boris Aleksandrovič Žichorev, un generale maggiore dell'aviazione russa in pensione, vicepresidente del Comitato centrale dell'Unione degli ufficiali sovietici.

## Opere
- Žizn' – večnyj vzlët (1972)[15][16]
- Kryl'ja krepnut v polëte: očerki, stichi (1973)[17][18]
- Avtograf v nebe (1988)[19]
- Pavel Vasilʹevich Kopnin (1988)[20]
- UFO Glasnost (2003)[21]
- Sëstry Ikara (2005)[22]
- Naedine s nebesami (2006)[23]
- Система передачи информации внеземных цивилизаций (2010)[24]
- NLO nad planetoj Zemlja (2010)[25]
- Ja - lëtčik! Vospominanija i razmyšlenija (2011)[26]

### Sceneggiature
- Nebo so mnoj (1975)[27]
- Buket fialok (1983)[28]

## Premi e onorificenze
- Maestro dello sport
- Vincitrice della Grande medaglia d'oro "FAI" per la distribuzione di conoscenze aeronautiche